# Praxidique (satélite)
Praxidique é um pequeno satélite natural do planeta Júpiter com 6,8 km de diâmetro.